# Varbóc
Varbóc é um município da Hungria, situado no condado de Borsod-Abaúj-Zemplén. Tem 10,1 km² de área e sua população em 2015 foi estimada em 55 habitantes.